# Gatunek wymarły na wolności

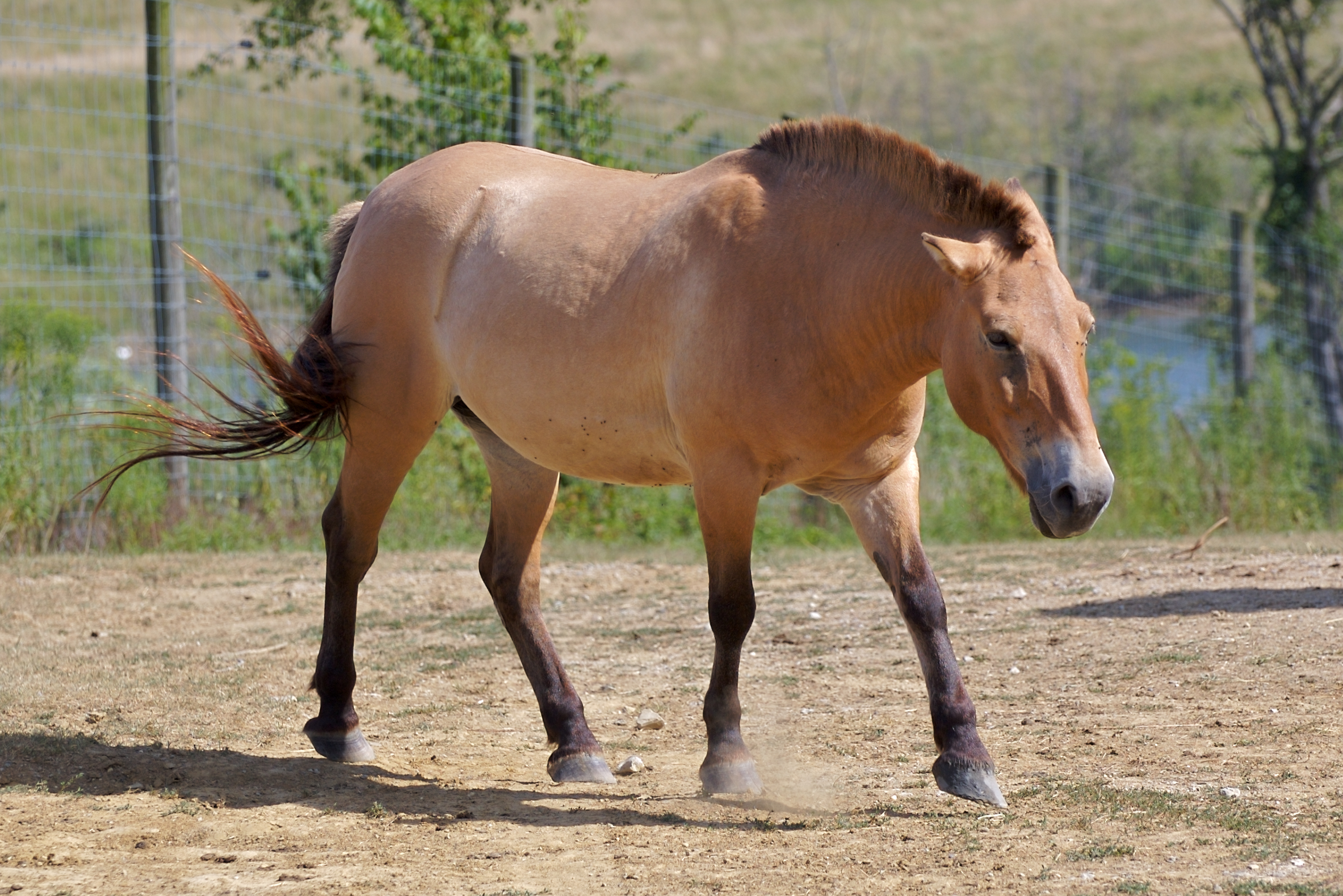
Koń Przewalskiego (Equus przewalskii) – przykład gatunku wymarłego na wolności

Gatunek wymarły na wolności (ang. extinct in the wild, EW) – jedna z kategorii określających stan zagrożenia wyginięciem gatunków, używanych w siedmioskalowych systemach kategoryzacji zagrożenia Czerwonej księgi gatunków zagrożonych (CKGZ). Znajduje się pomiędzy kategoriami gatunku krytycznie zagrożonego (CR) a gatunku wymarłego (EX). Odnosi się do gatunków wymarłych w stanie dzikim w obrębie ich pierwotnego zasięgu. Przedstawiciele tych gatunków żyją jednak w hodowlach lub ogrodach zoologicznych i botanicznych, ewentualnie utrzymywani są w postaci populacji dziko żyjących, ale poza pierwotnym zasięgiem gatunku. Żeby gatunek można było uznać za wymarły na wolności konieczne jest odpowiednio długotrwałe, ze względu na jego biologię, badanie wykluczające utrzymanie się dzikich populacji. Odbudowa trwałych populacji gatunku na wolności jest możliwa przez odpowiednie projekty restytucyjne. W 2008 roku do kategorii należały 33 gatunki zwierząt, m.in.:
- koń Przewalskiego (Equus przewalskii) – wymarły na wolności od 1969 r., następnie reintrodukowany;
- kruk ogorzały (Corvus hawaiiensis) – wymarły na wolności od 2002 r.;
- czubacz garbonosy (Mitu mitu) – wymarły na wolności od 1987 r. lub 1988 r.;
- gołębiak kasztanowaty (Zenaida graysoni) – wymarły na wolności od 1972 r.;

Zgodnie z zasadami Międzynarodowej Unii Ochrony Przyrody (ang. International Union for Conservation of Nature, IUCN) kategoria ta stosowana może być tylko w odniesieniu do gatunków w całym ich zasięgu, tzn. nie powinna być stosowana na szczeblu dotyczącym określonego obszaru (kraju, regionu, lokalnie).